# 彰化縣埔鹽鄉天盛國民小學
彰化縣埔鹽鄉天盛國民小學，簡稱為天盛國小，位於臺灣省彰化縣埔鹽鄉的學校。座落於埔鹽鄉最西邊石埤段，天盛村村北。

## 沿革
早年原屬新水國小學區，路途遙遠不便，地方人士施火、施木癸、施金鐘等人於1965年籌組分班委員會，募款購地興建教室兩間，8月1日創設新水國民學校天盛分班，由張峰老師代理分班主任。1970年8月1日改制為新水國民小學天盛分校，陳嘉賀出任分校主任。1974年8月1日，依台灣省政府教育貼教四第04165號函獨立為彰化縣埔鹽鄉天盛國民小學，由陳嘉賀代理校務。同年年10月1日，王財情先生接下第一任校長。
2007年第7屆畢業生施榕鑫，出任彰化縣二林鎮萬合國小校長，成為校友中首位學校首長，並於2011年至2019年間，於母校擔任校長。

## 學校特色
2001年成立少棒隊，由吳繼祖老師指導。出身自該校的選手有台電隊的黃昶恩、台師大女壘國手施宛婷等甲組球員。2017年獲中華職棒統一7-ELEVEN獅隊選秀第三輪指名的施子謙，則是該校出身的首位職棒球員，並獲2018年中華職棒新人王。棒球競賽亦帶動各項體育競賽的發展，如田徑、樂樂棒球等。曾在2006年彰化縣樂樂棒球比賽中，一次獲得五年級女生組、五年級自由組及四年級自由組三項冠軍。唯2014年因少子化，學生數過少等原因，少棒隊解散。
2002年起，教育部規劃「永續校園推廣計畫」，學校在推動校園空間改造之際，以追求校園永續發展為主軸。2005年與埔鹽鄉大園國小，埔心鄉梧鳳國小、舊館國小組成四校聯盟，推動永續校園計畫，建置相思小棧、書香小閣，與創意遊戲空間等永續校園局部改造工程。

## 歷任校長
- 第一任：王財情 (1975年10月～1984年8月）
- 第二任：沈坤楊（1984年9月～1986年8月）
- 第三任：施忠（1986年8月～1978年7月）
- 第四任：卓森利（1990年8月～1993年1月）
- 第五任：施玉峰（1993年2月～1997年7月）
- 第六任：洪天註（1997年8月～2002年7月）
- 第七任：黃健麟（2002年8月～2008年7月）
- 第八任：陳秀梅（2008年8月～2011年8月）
- 第九任：施榕鑫（2011年8月～2019年1月）
- 第十任：陳東漢（2019年2月～現任）[10]